# ディアナ・アウィノ
ディアナ・アウィノ（Diana Awino、1992年10月20日 - ）は、ケニアの女子ラグビー選手。

## プロフィール
- ケニア出身。
- 身長 160cm、体重 60kg

## 略歴
2021年、東京五輪の7人制女子ケニア代表に選ばれた。